# Álvaro Fernandes (marin)
Pour les articles homonymes, voir Fernandes, Álvaro Fernandes et Fernández.
Álvaro Fernandes est un navigateur et explorateur portugais du XVIe siècle

## Biographie
Il fut un des marins portugais qui naviguaient sur le São João, galion qui échoua en 1552 sur les côtes de Natal. Il survécut à ce naufrage et en donna un récit, qui fut publié à Lisbonne en 1554. L'intérêt de ce récit réside dans l'histoire de la fin tragique du capitaine Manoel de Sousa Sepulveda et de sa famille. 
Joseph Esménard a fait de ce funeste événement un des épisodes de son poème de la Navigation.

## Œuvre
Álvaro Fernandes, Historia da muy notavel perda do Galeam Grande S. Joam, Antonio Alvares, Lisbonne, 
Ce récit a été repris dans les Historia tragico-maritima rassemblées par Bernardo Gomes de Brito, 1735 :
A Relação da Muito Notável Perda do Galeão Grande São João 

## Source
Cet article comprend des extraits du Dictionnaire Bouillet. Il est possible de supprimer cette indication, si le texte reflète le savoir actuel sur ce thème, si les sources sont citées, s'il satisfait aux exigences linguistiques actuelles et s'il ne contient pas de propos qui vont à l'encontre des règles de neutralité de Wikipédia.